# Trimusculus conicus
Trimusculus conicus es un caracol de mar, un molusco gasterópodo pulmonado de la familia Trimusculidae.
Esta especie es endémica de este y el sur de Australia y Nueva Zelanda incluyendo las Islas Chatham.